# Zygote
Zygote je český ambient-industriální hudební projekt, založený v zimě roku 1998 skladatelem Vladimírem Hirschem (klávesové nástroje, digitální technika) a zpěvačkou Martinou Sanollovou. Původně se jednalo o jeden ze Hirschových sólových projektů, po doplnění o vokální složku, na základě úspěchu pódiové prezentace a především díky své poněkud odlišné tvůrčí orientaci směrem k elektro-industriálnímu pojetí vytvořil samostatnou jednotku. Zygote vystupují od roku 2000, kdy nahráli první album s názvem "Geometrie nevědomí" jak doma, tak v zahraničí (Polsko, Německo).

## Diskografie
- Geometrie nevědomí, konceptuální album, 2000
- Liturgy, album - záznam živého vystoupení, 2002